# Gustav Selve
Pour les articles homonymes, voir Selve.
Gustav Selve, né le 28 février 1842 à Lüdenscheid-Peddensiepen et mort le 7 novembre 1909 à Bonn, est un industriel allemand.

## Biographie
Gustav Selve fut l'un des industriels allemands les plus importants avant la Première Guerre mondiale et un dirigeant bienveillant avec son personnel.
Il est entré dans l'entreprise métallurgique de son père, basée à Hamelin, en 1861, âgé de 19 ans, et en est devenu l'unique propriétaire à 41 ans en 1883.
Marié avec Maria Catharina Fischer le 10 septembre 1872 à Lüdenscheid en Westphalie (Allemagne). Il eut un fils, Walther von Selve (de) (25 juillet 1876 - 5 janvier 1948), devenu « Docteur » en 1919 et inventeur du piston en aluminium (Devint Baron en 1918 à la suite de son mariage avec Else Wieland en 1910) et prit la succession de l'entreprise à la mort de son père.
Il a été l'un des premiers à supprimer l'exploitation des ouvriers. Il est considéré comme l'un des pionniers de la sécurité sociale : ses employés étaient soignés par des médecins de l'entreprise Selve, il mit en place un système d'assurance maladie, accident, invalidité et vieillesse. Ses actions furent ensuite reprises par Bismarck. Le secteur social occupait une part importante de son existence et a œuvré en créant pour son personnel des logements ouvriers, des crèches, des centres d'apprentissages, des magasins d'approvisionnement, des bains gratuits, construisit un abattoir et créa un fonds de soutien aux nécessiteux.
Sa devise était : Fidélité autour d'une fidélité.

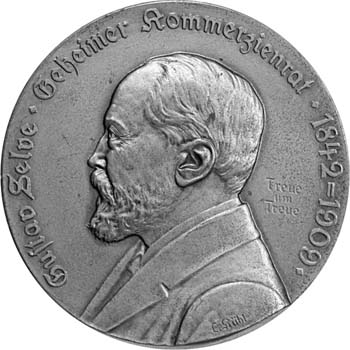
Gustav Selve, recto d'une médaille de la firme Basse & Selve
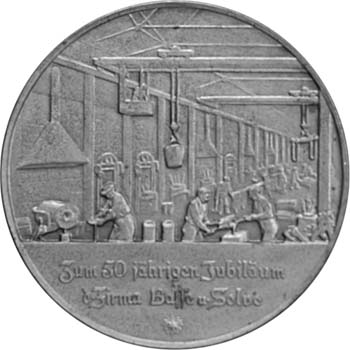
Gustav Selve, verso d'une médaille de la firme Basse & Selve
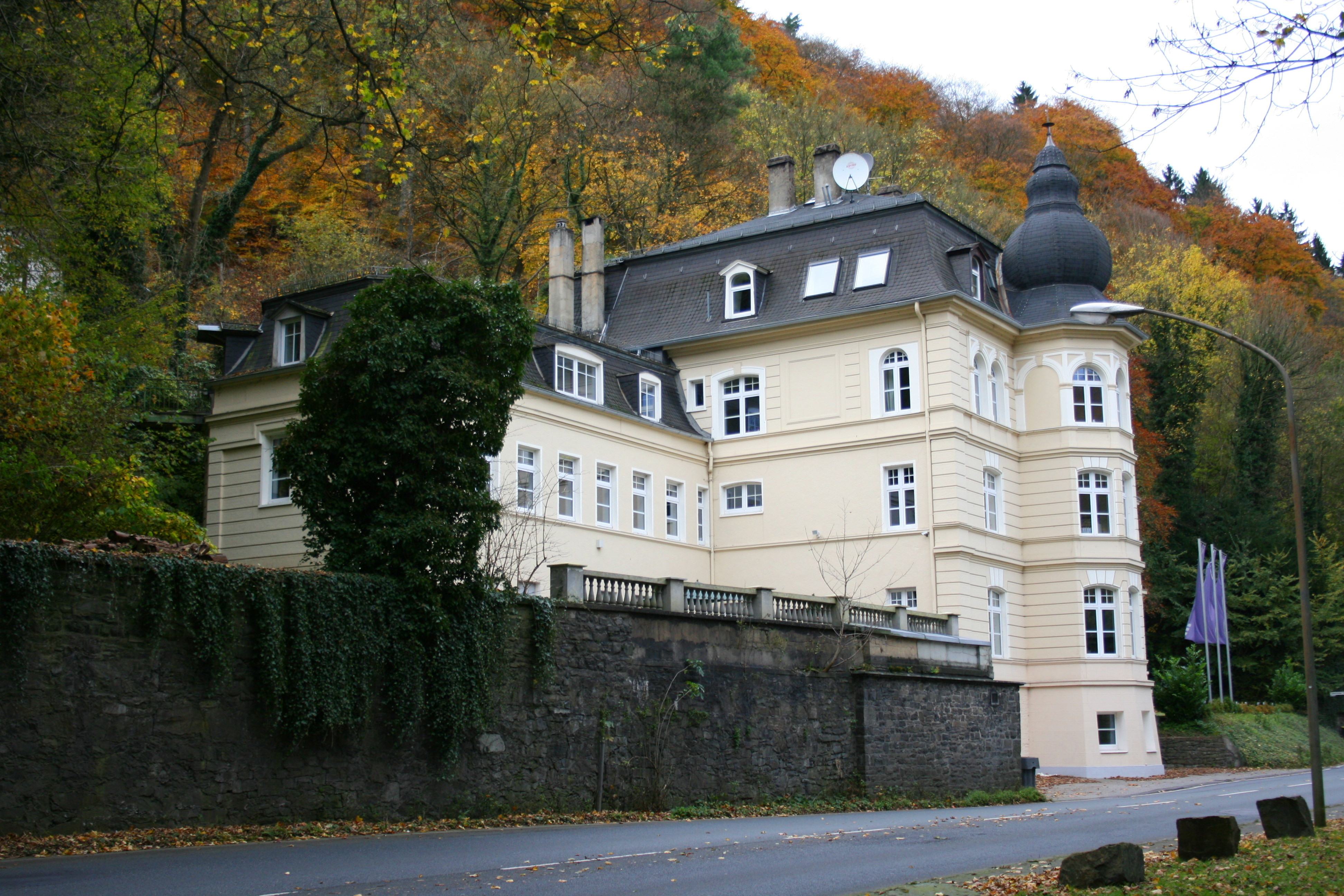
Palais de Gustav Selve à Altena, Westphalie
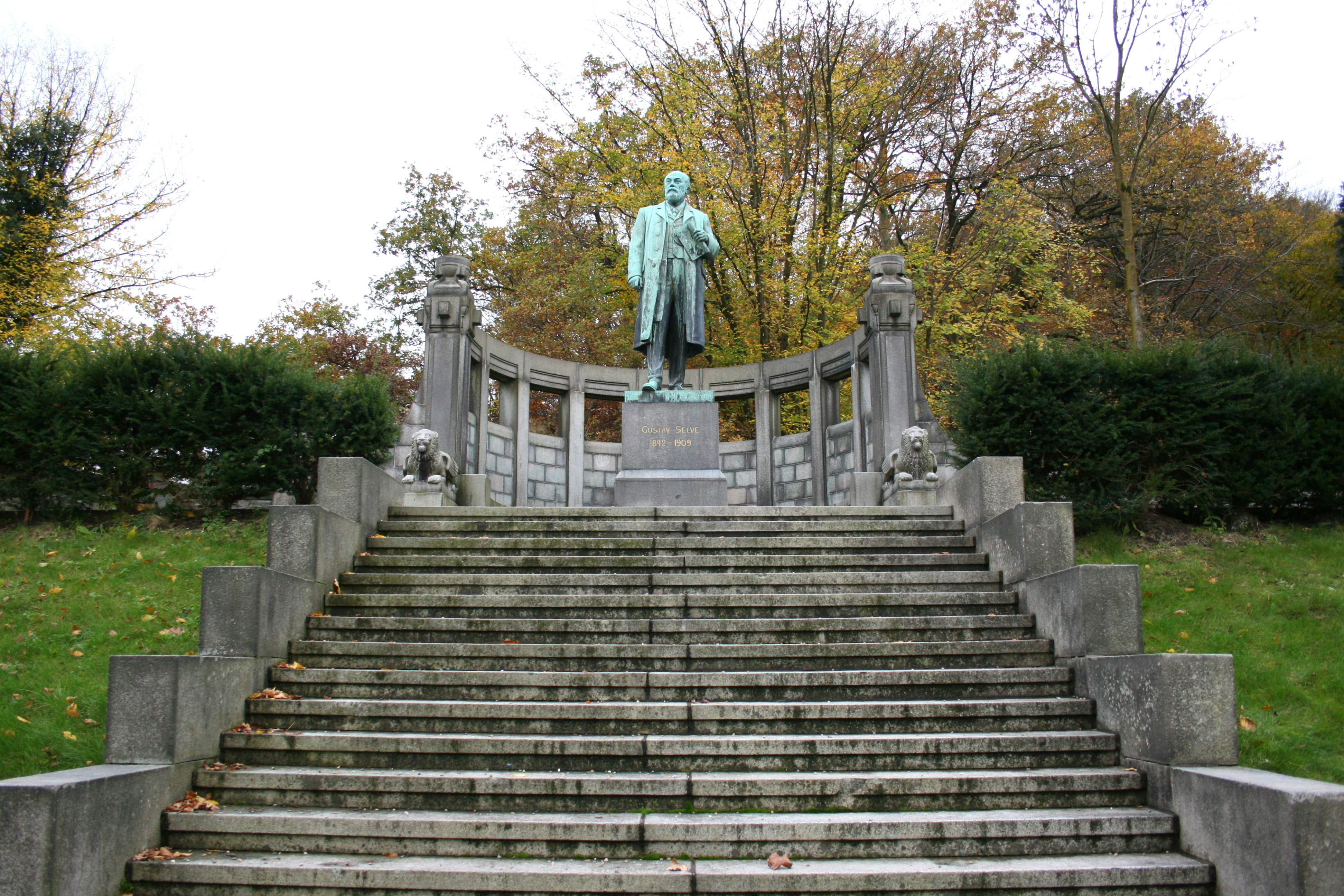
Statue de Gustav Selve à Altena, Westphalie
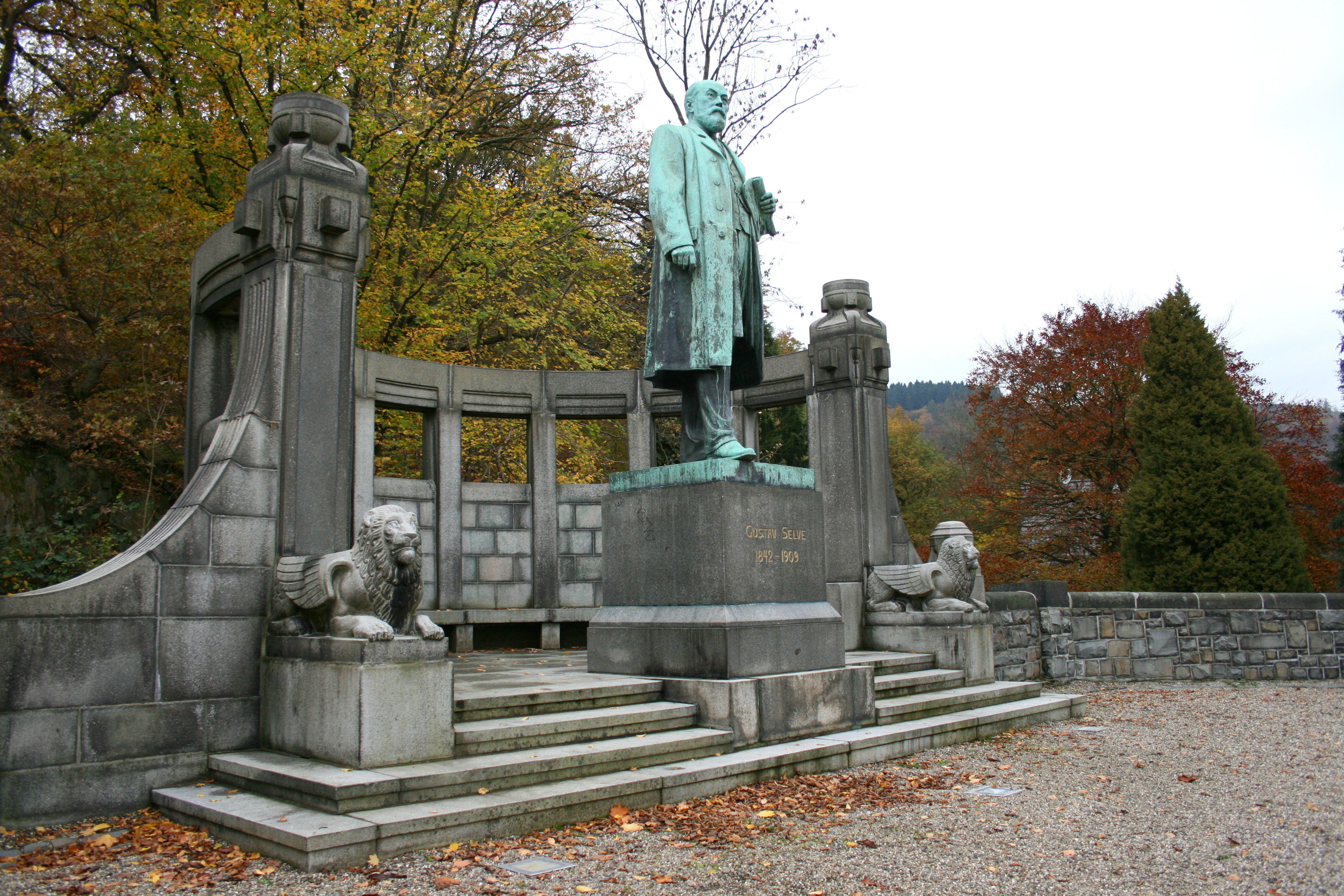
Statue de Gustav Selve à Altena, Westphalie
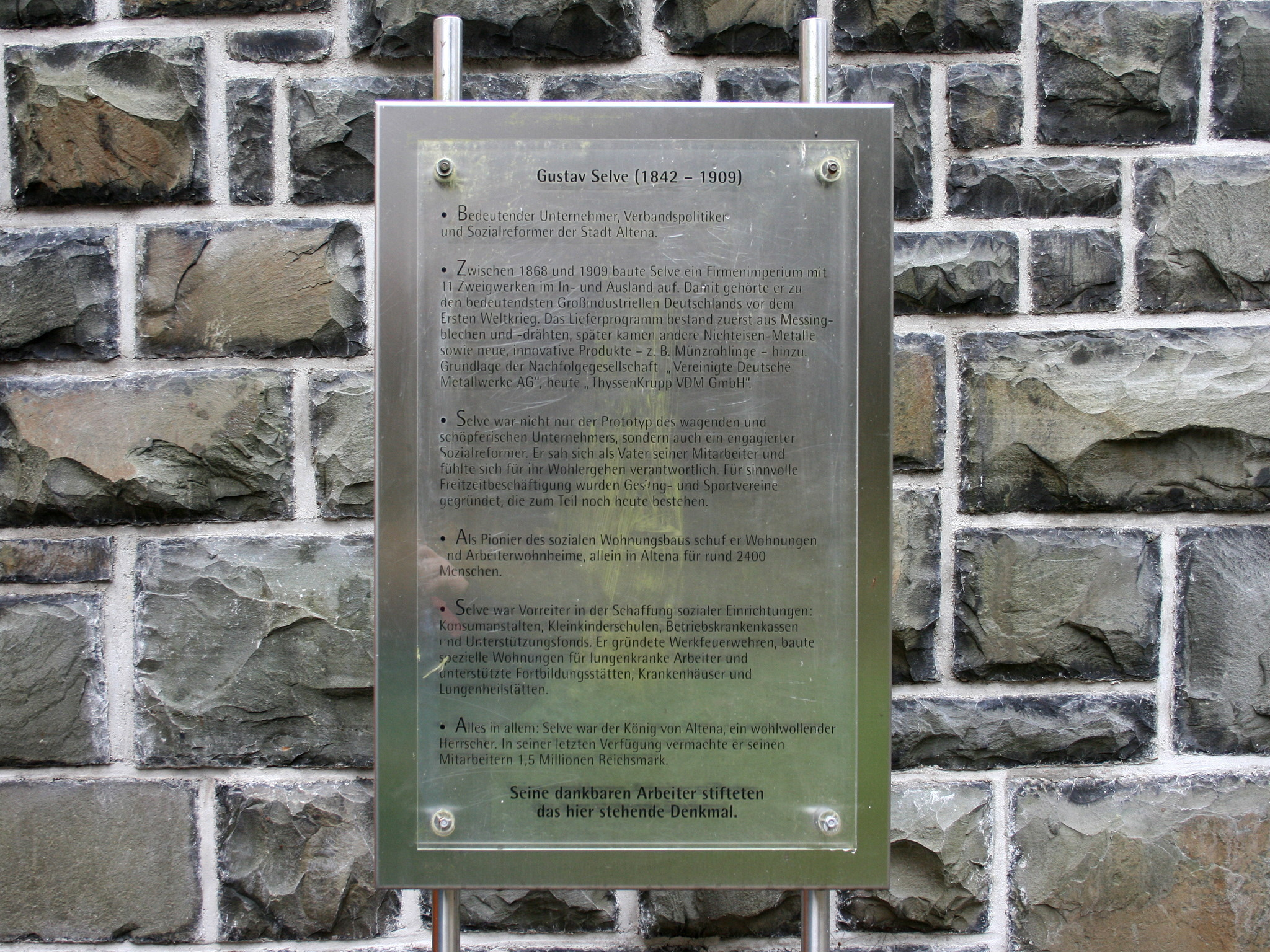
Plaque commémorative de Gustav Selve à Altena, Westphalie

C'était un entrepreneur énergique. Il a transformé l'usine locale de son père en la déplaçant à Altena, ou 20 % de la ville travaillait pour l'entreprise, jusqu'à en faire une multinationale, en créant des usines, entre autres : en Rhénanie, en Prusse orientale, en Saxe ainsi qu'à l'étranger en Suisse et en Italie. Il employait 3 500 collaborateurs.
Ces usines extrayaient divers métaux dont : de l'aluminium, du nickel, du laiton, du maillechort ainsi que des alliages de cuivre et de zinc. Elles fabriquaient des pièces de toutes sortes, pour tous usages : elles fondaient des pièces d'aluminium, notamment le squelette rigide en aluminium  des dirigeables Zeppelin, d'une forme mince, fait de poutres en anneaux et en long, pour l'automobile et les canots à moteur, laminaient le maillechort pour en faire des tôles, usinaient des pièces en alliages divers et frappaient les monnaies.
Avant sa fin, il gagnait 1,6 million de marks par an alors que le salaire moyen d'un employé de cette époque était de 1 000 marks par an.
Après son décès, les sociétés de sa holding ont été dissoutes, certaines ont été reprises par Krupp Ag, et en a fait un legs important à ses employés qui l'ont remercié en lui érigeant une importante statue en bronze, existant toujours.
En 1908, il fut le cofondateur de la Basse und Selve, constructeur de moteurs automobiles, avions (Brandebourg), autorails, bateaux, motos et autres. Il employait 2 000 personnes, son fils le Docteur Walther von Selve pris la succession à la mort de son père. Son fils, le docteur Walther von Selve a été par la suite le  et ensuite le créateur de la Selve Automobilwerke (1919-1930).

## Villa Selve
À compter de 1899 Gustav Selve posséda ce manoir nommé villa Selve situé sur les rives du Rhin à Bonn.

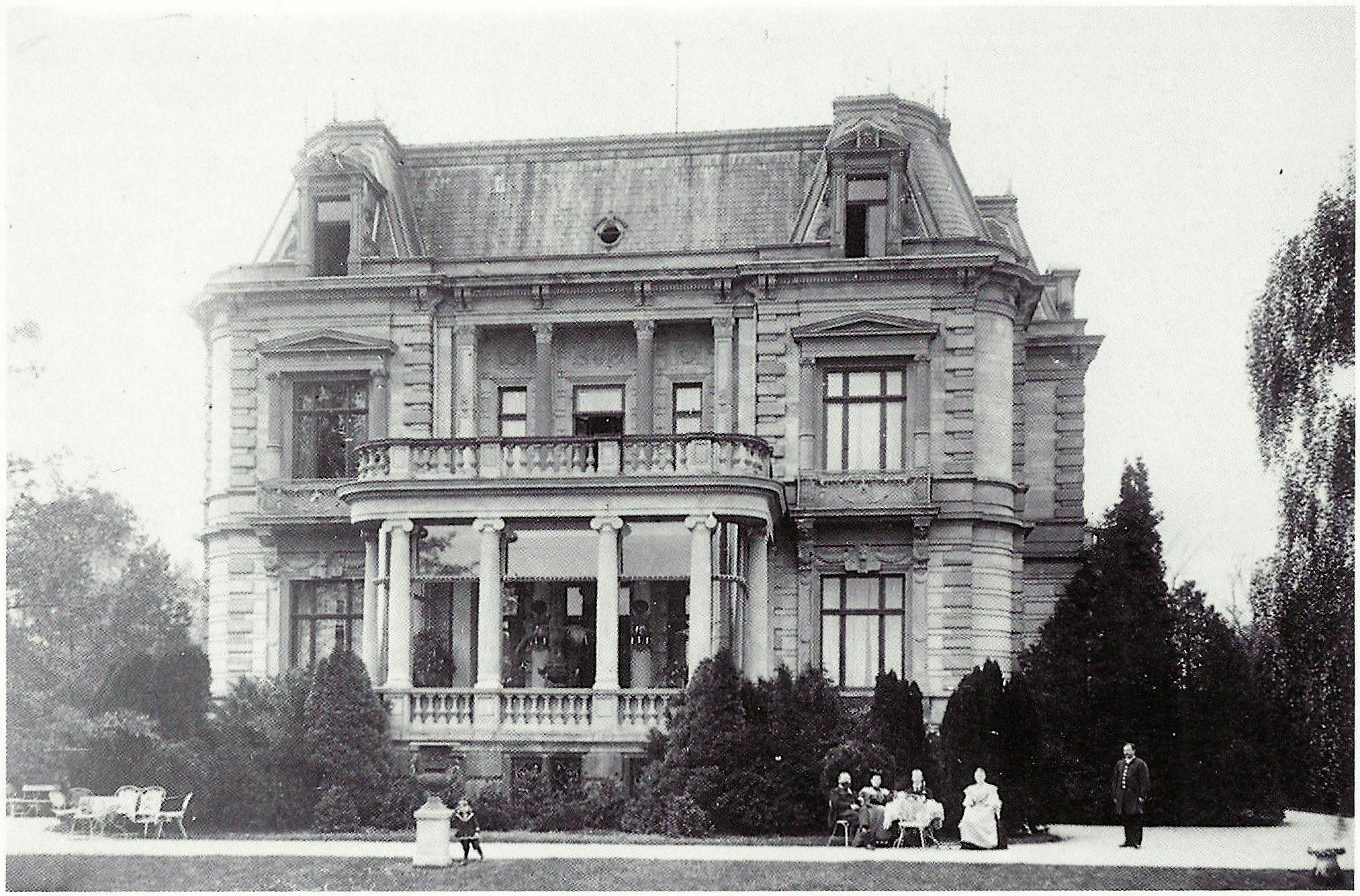
Villa Selve à Bonn (entre 1893 et 1898)
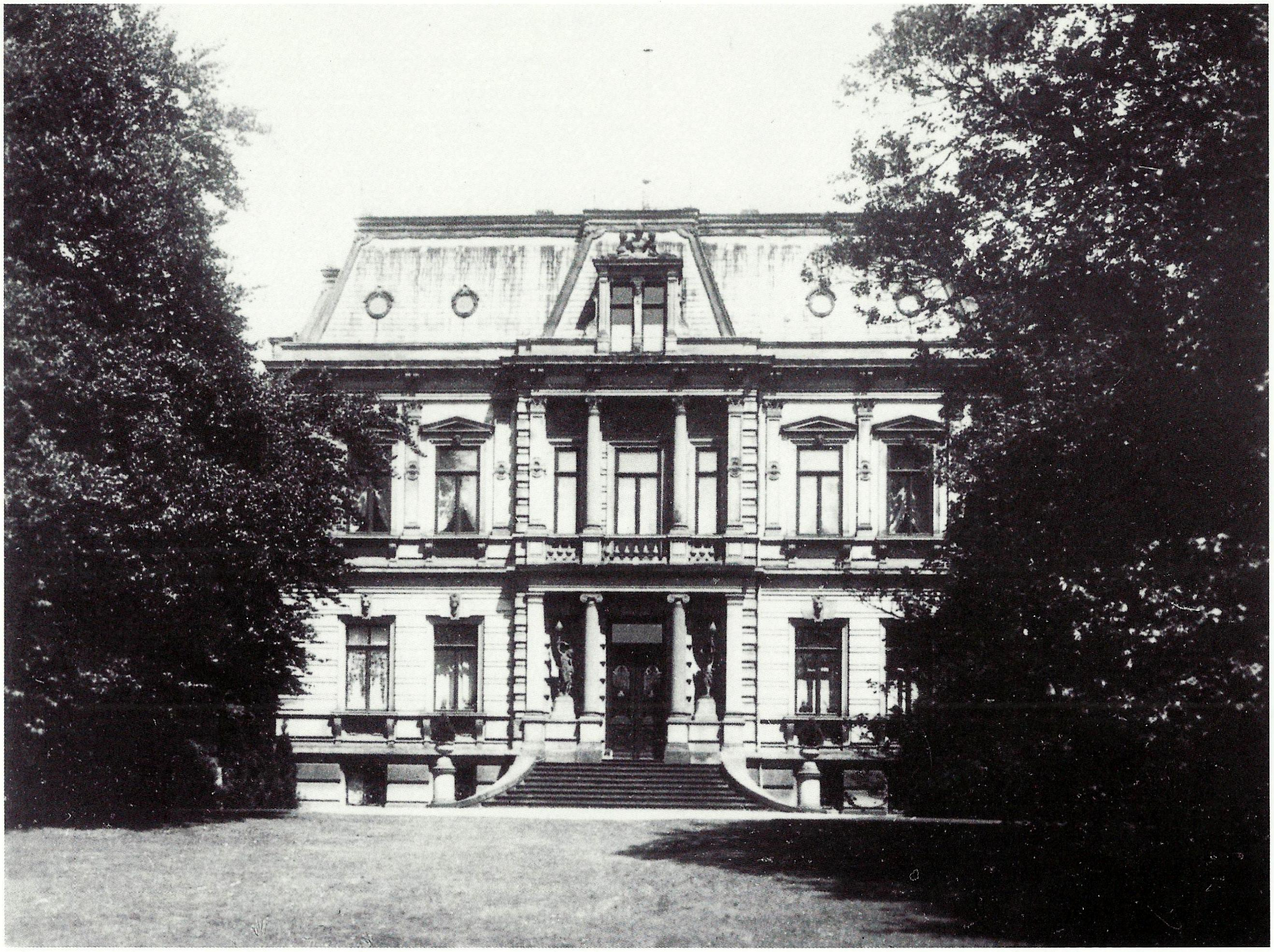
Villa Selve à Bonn (1898)

## Fritz Selve et la fontaine qui lui est dédiée
La fontaine Selve une monument situé à Lüdenscheid dédié à Fritz Selve, industriel né le 20 janvier 1849, frère de Gustav Selve, elle fut inaugurée en Novembre 1910. La fontaine est depuis 2003 sous la protection des monuments historiques.
La fontaine Selve (de) a été conçue et exécutée par le sculpteur italien Luigi Calderini (it) qui a également conçu le mausolée de Gustav Selve. La sculpture représente le père du fondateur de la société Basse und Selve, elle le représente en forgeron. Sa base montre différentes scènes en relief. Au dos elle porte l'inscription:
- Fritz Selve, industriel
- Né en Peddensiepen le 20 janvier 1849
- Les citoyens de l'Italie depuis 1874
- consacré cette fontaine monumentale
- conçue et fabriquée à Turin, sa résidence
- le Bureau Lüdenscheid

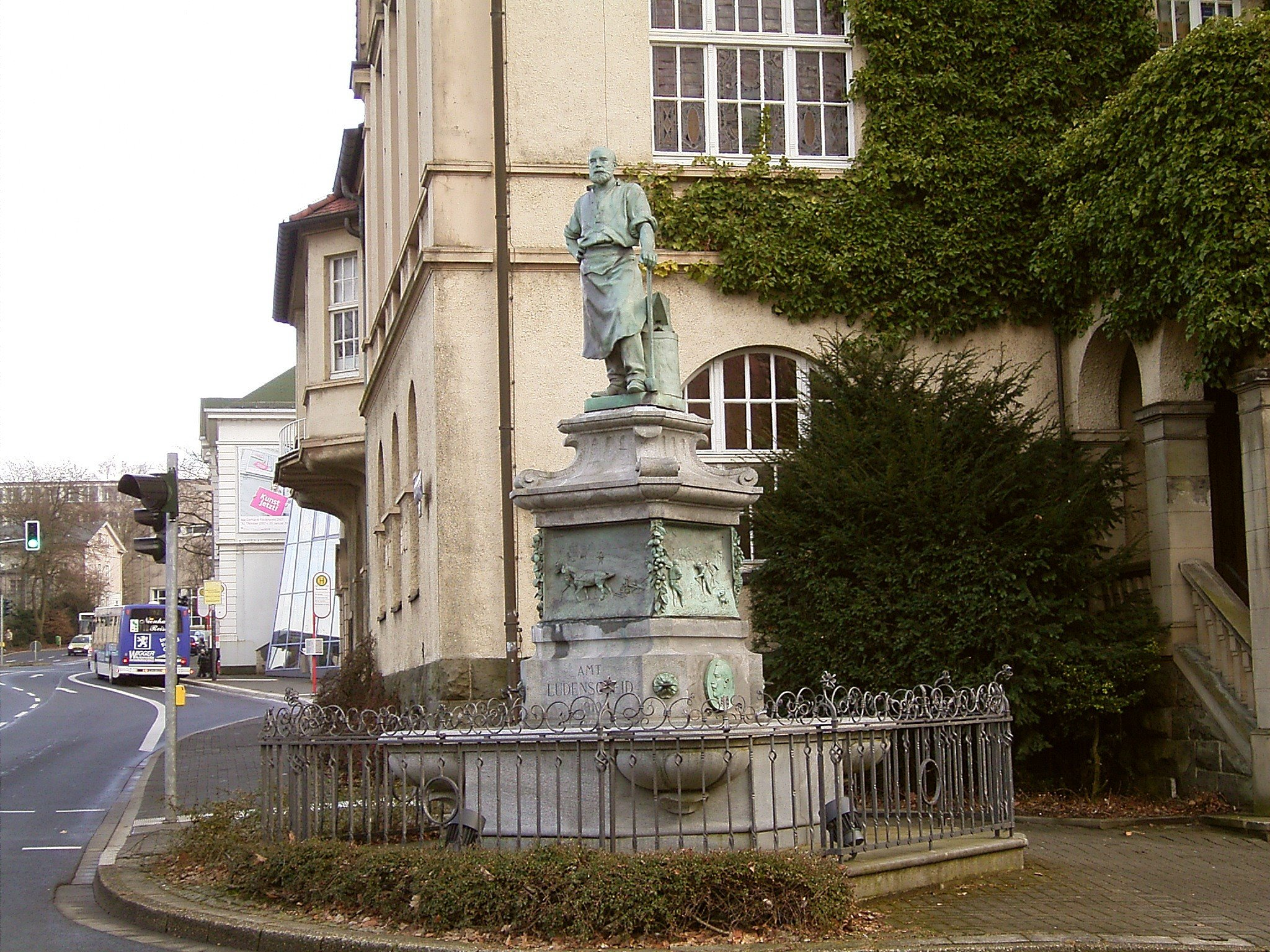
La fontaine dédiée à Fritz Selve à Lüdenscheid
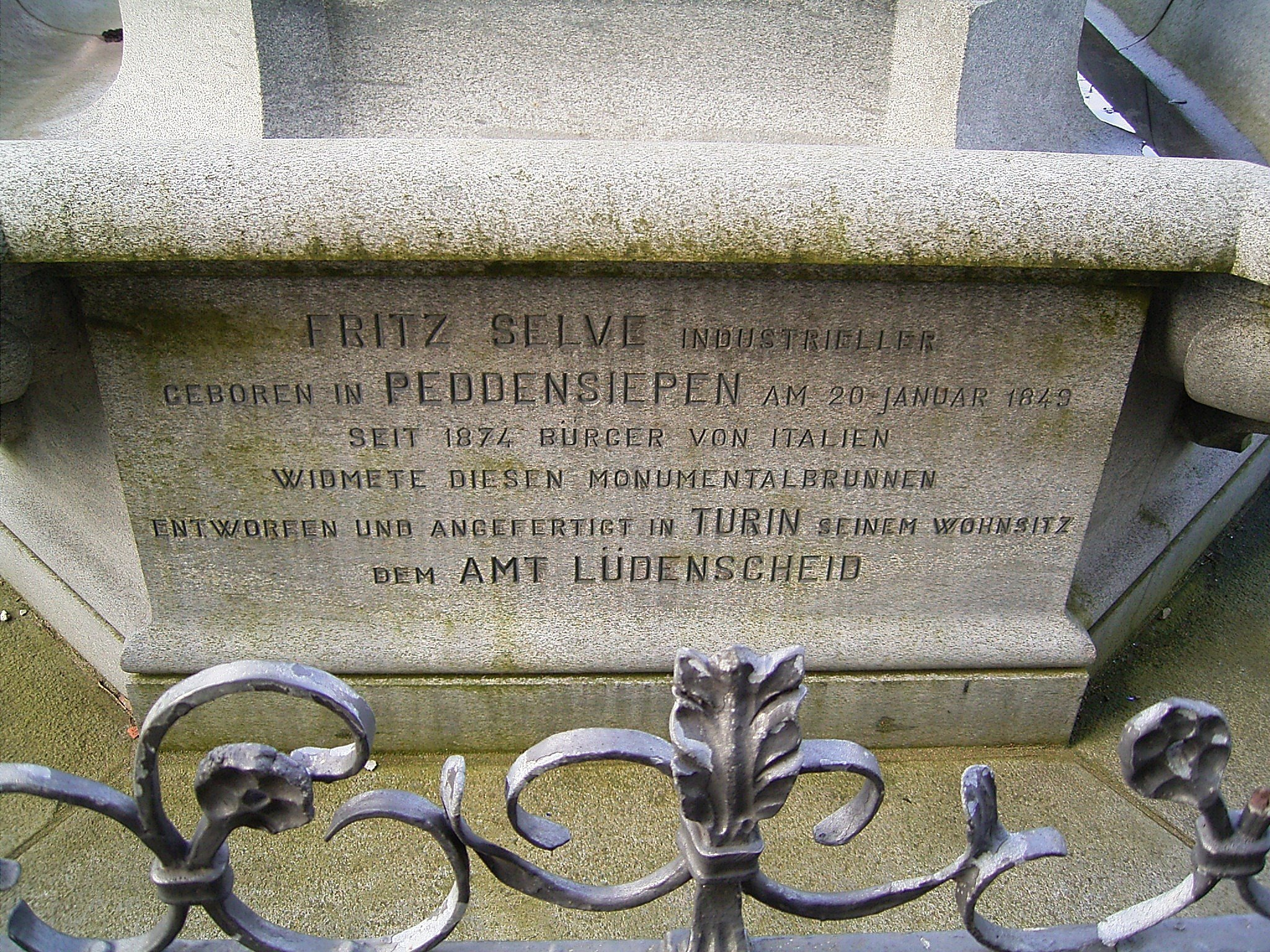
La fontaine dédiée à Fritz Selve à Lüdenscheid
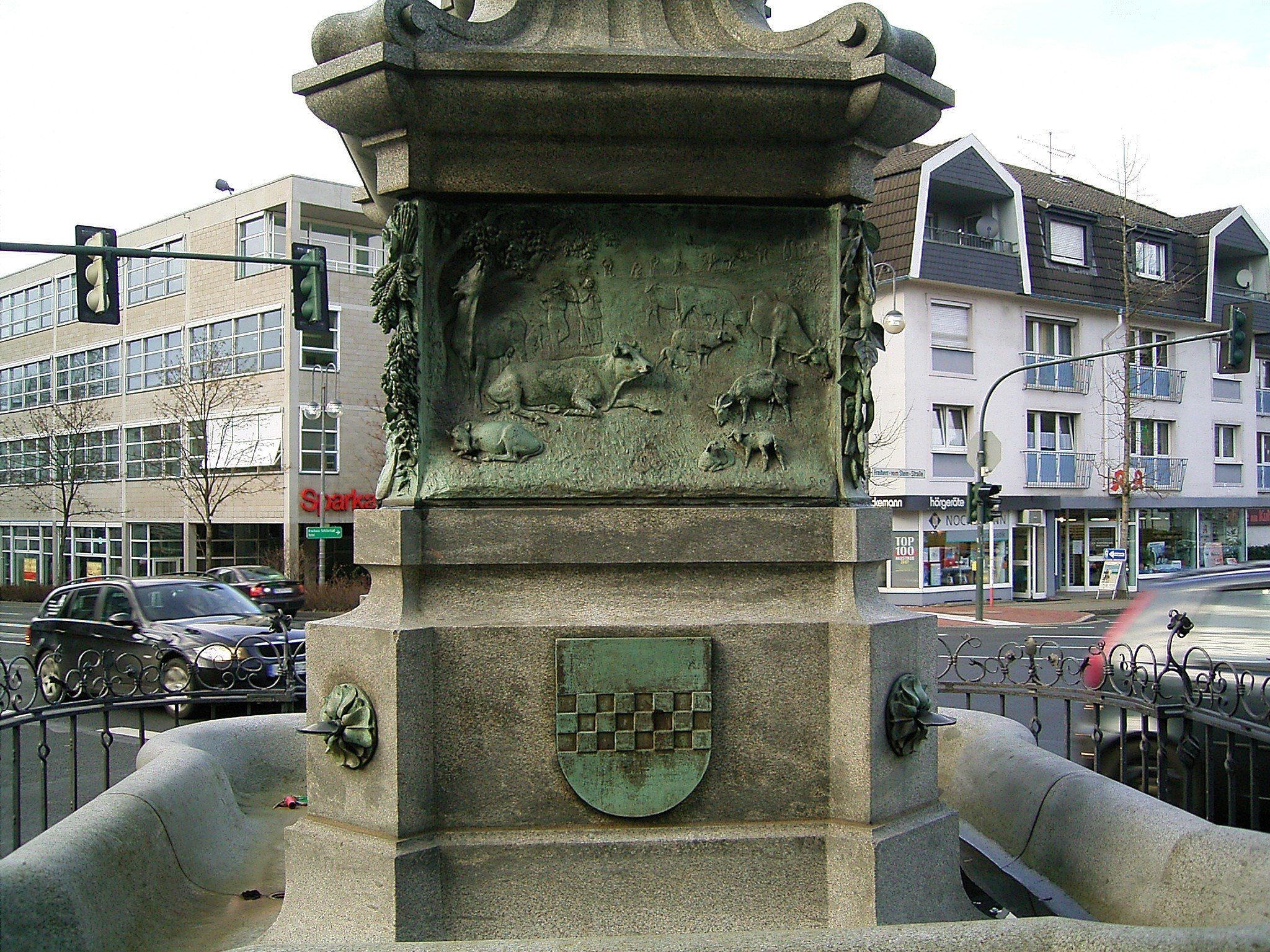
La fontaine dédiée à Fritz Selve à Lüdenscheid